# Grafendorf bei Hartberg

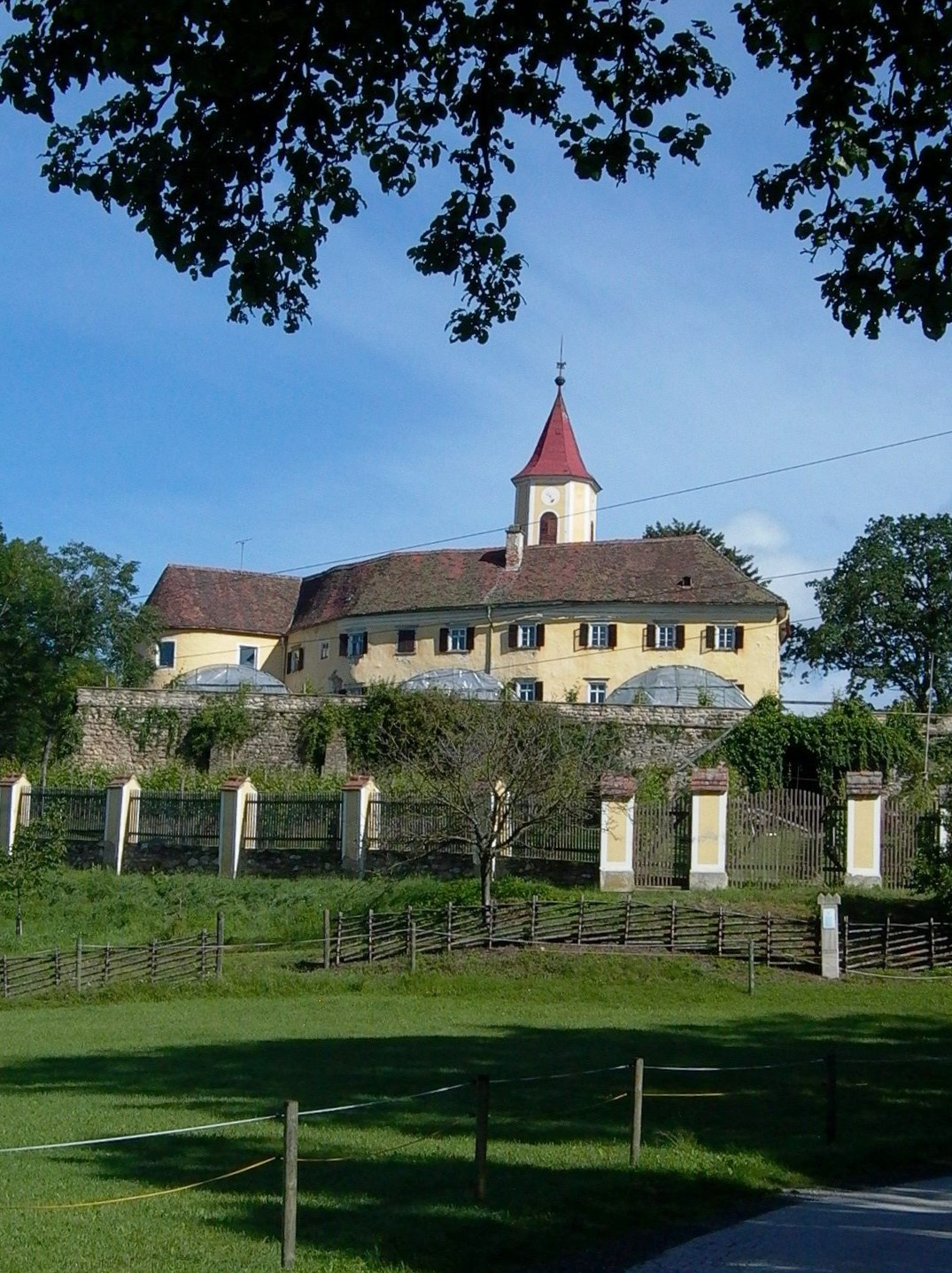
Schloss Kirchberg am Walde

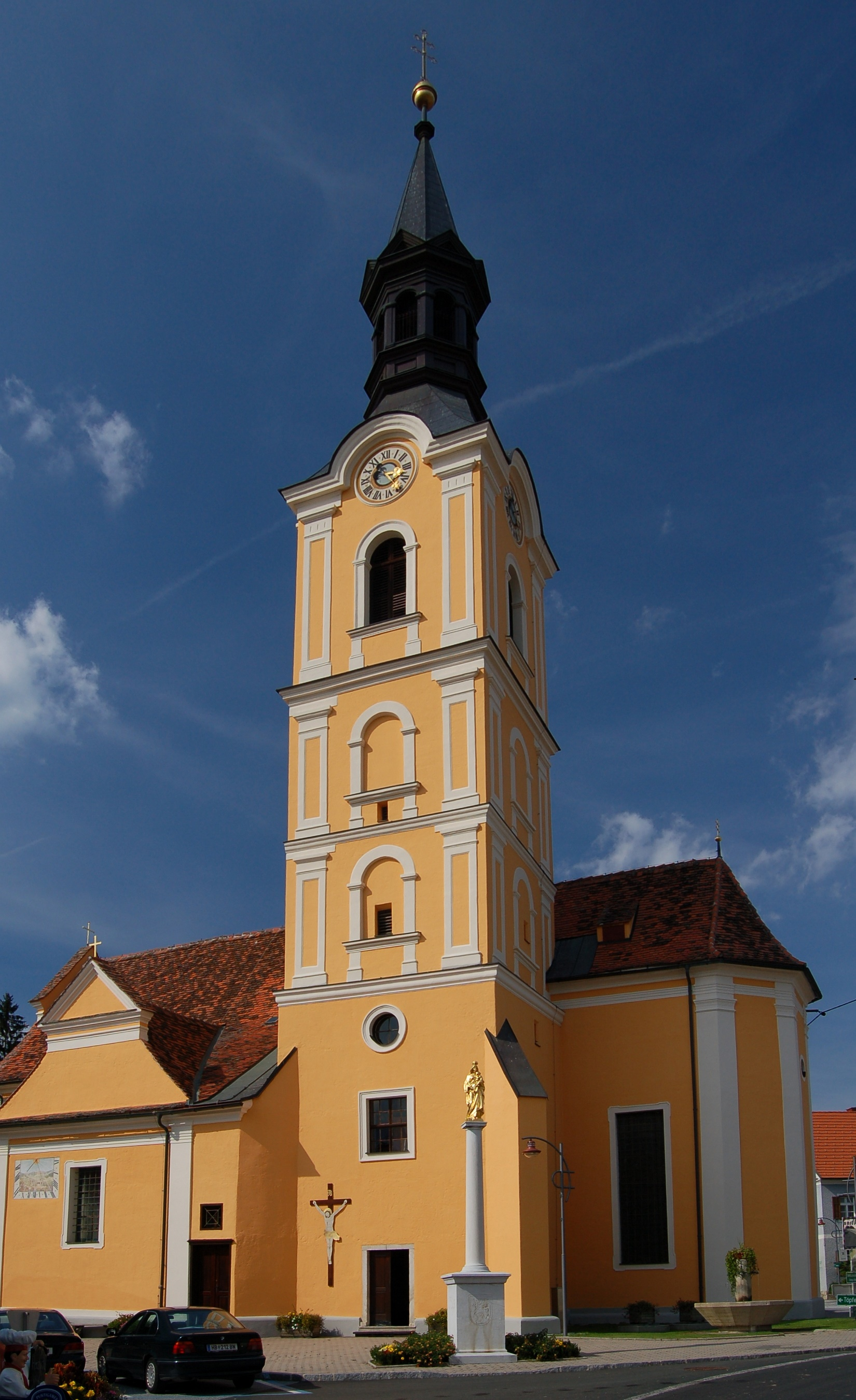
Pfarrkirche Grafendorf bei Hartberg

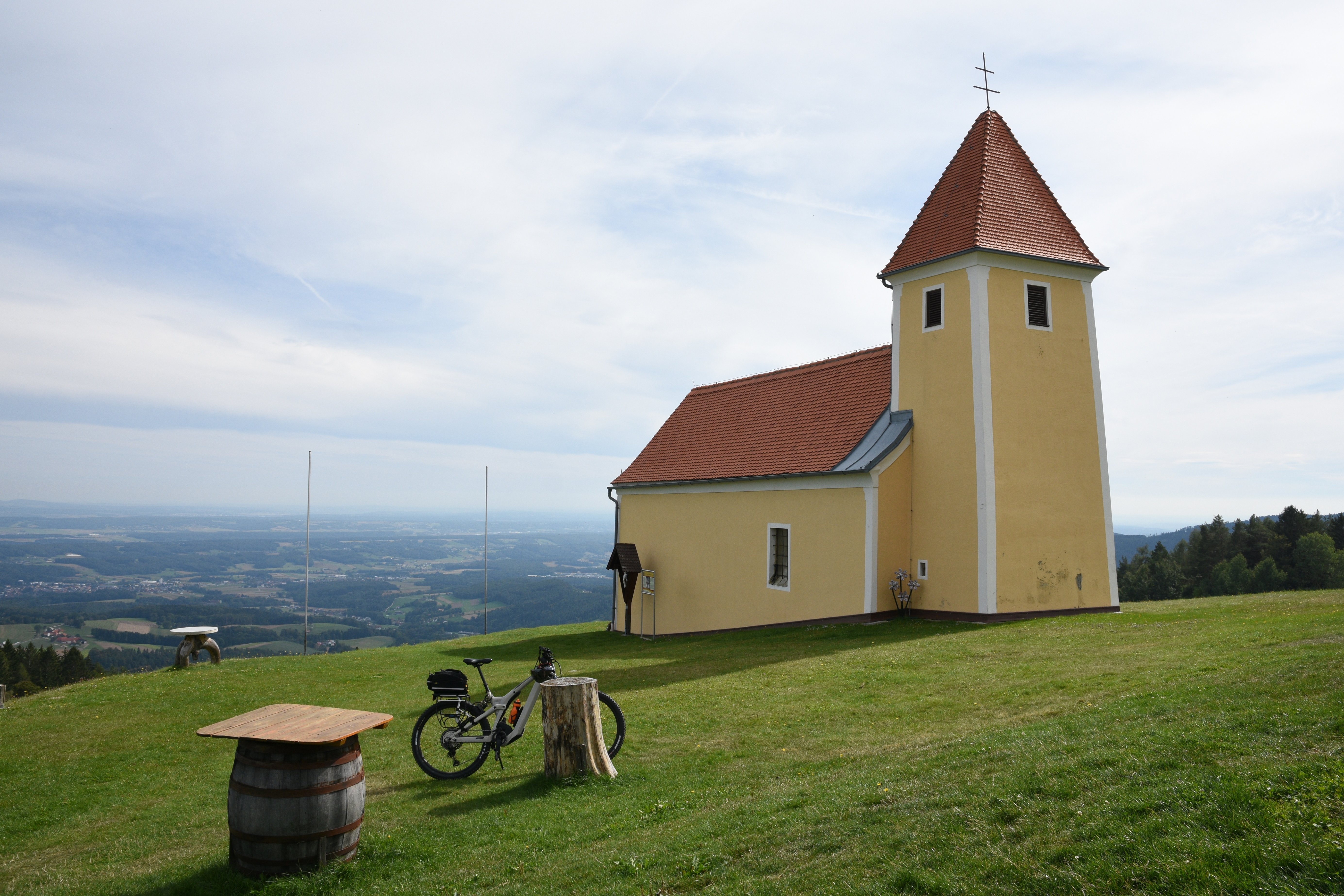
Filialkirche Pongrazen

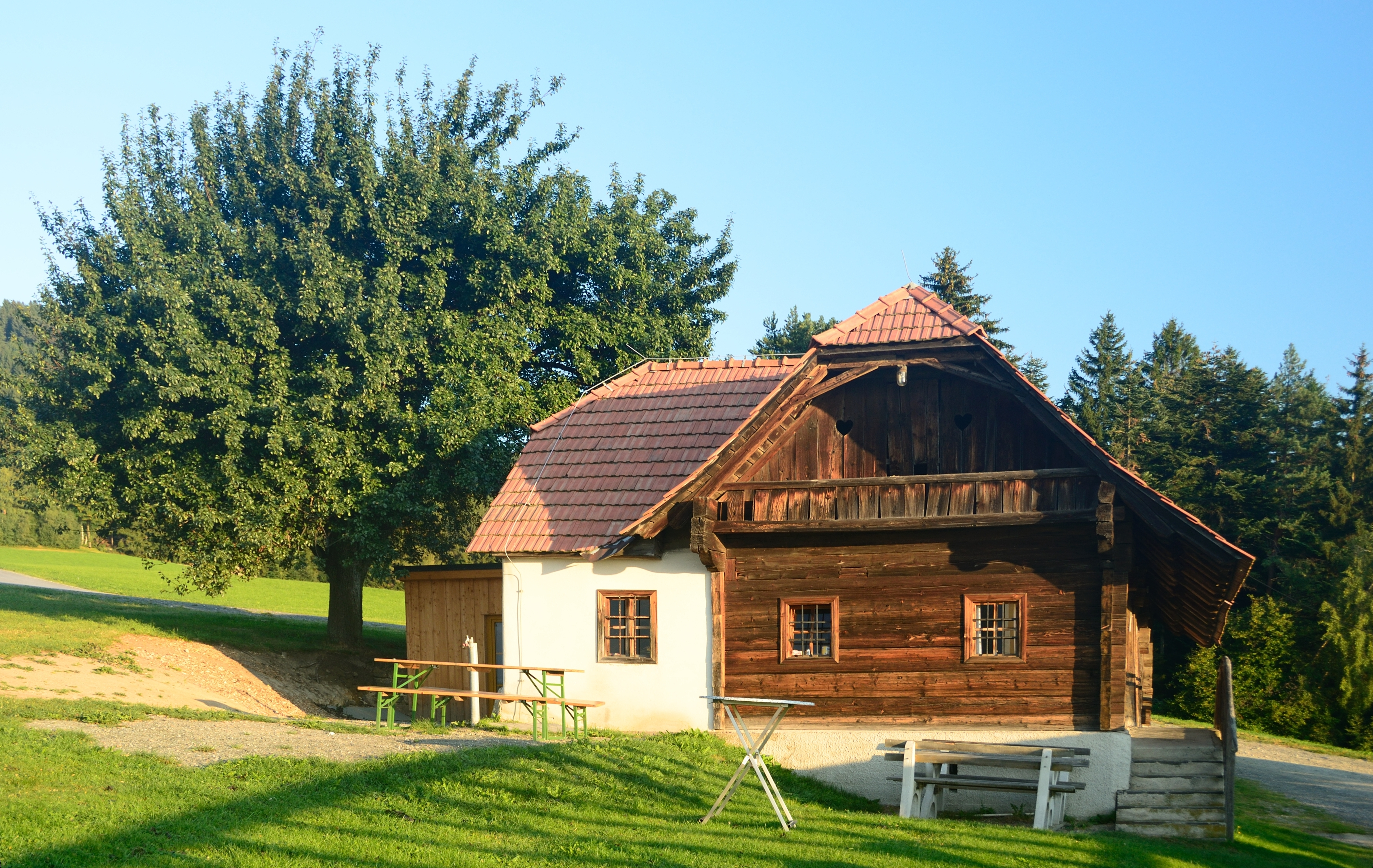
Ehemaliges Mesnerhaus in Pongrazen

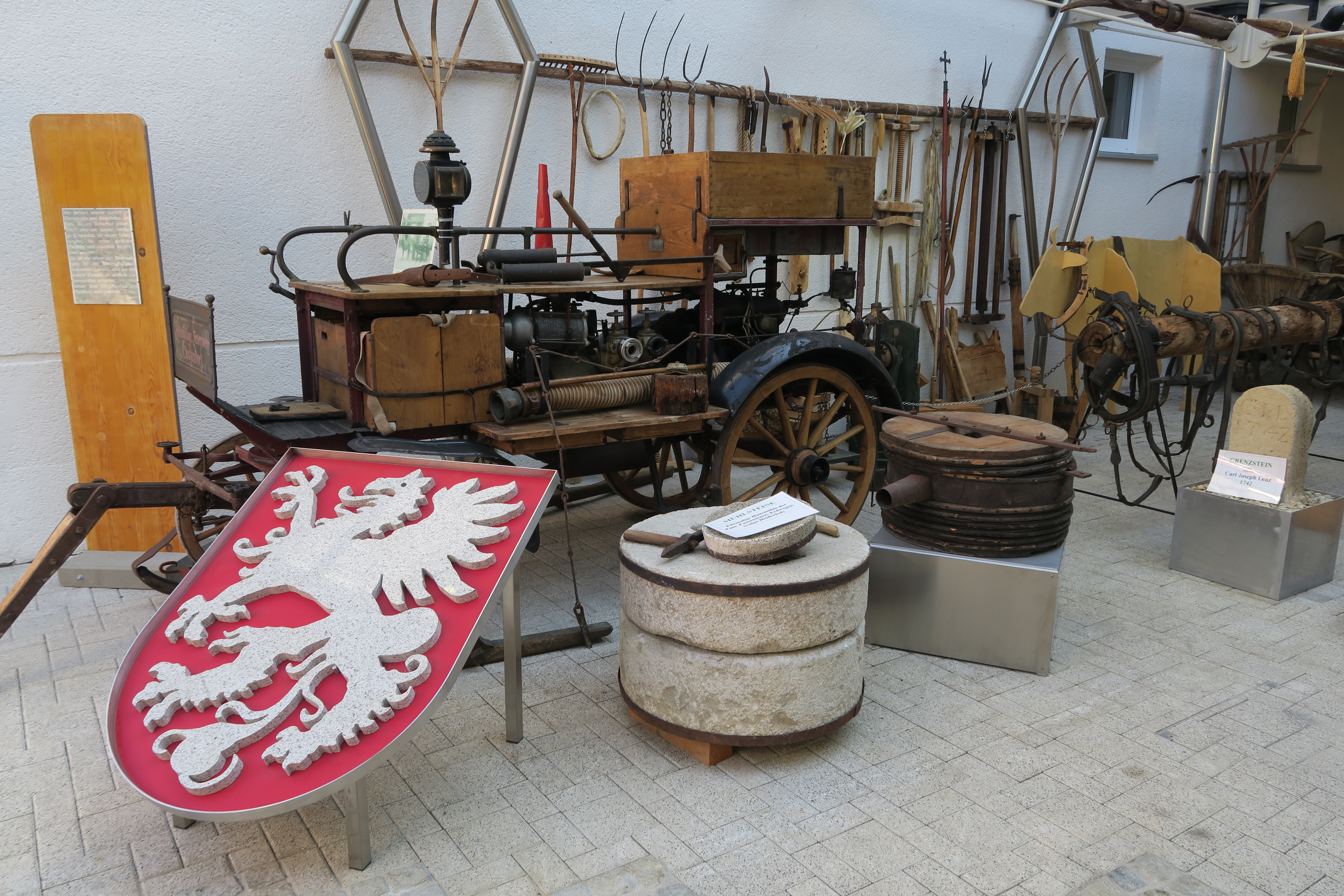
Heimatmuseum Grafendorf

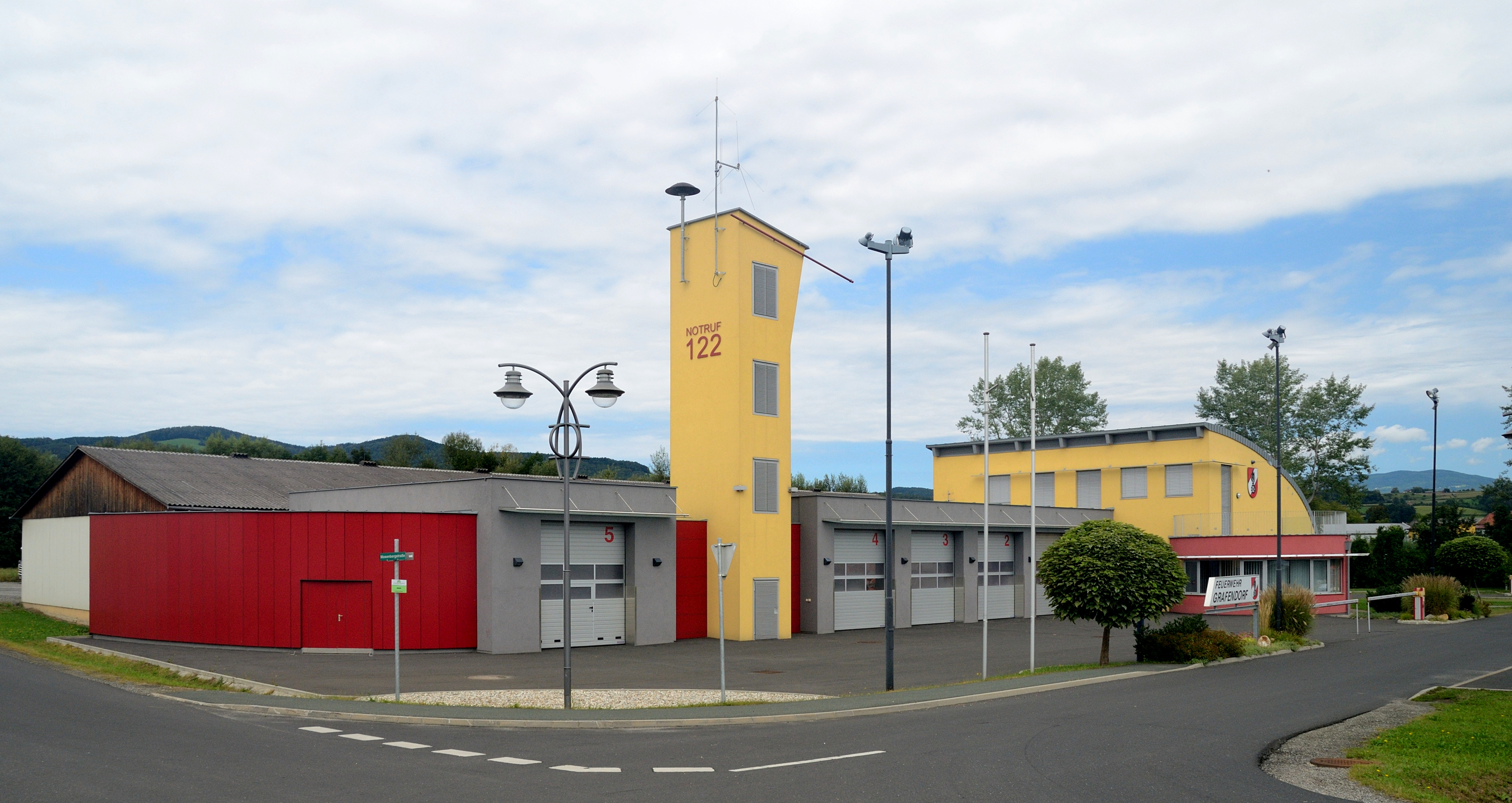
Das neue Feuerwehrhaus in Grafendorf

Grafendorf bei Hartberg ist eine Marktgemeinde mit 3257 Einwohnern (Stand 1. Jänner 2024) im Osten der Steiermark im Gerichtsbezirk Fürstenfeld und im politischen Bezirk Hartberg-Fürstenfeld. Seit 2015 ist sie im Rahmen der steiermärkischen Gemeindestrukturreform mit der Gemeinde Stambach zusammengeschlossen, die neue Gemeinde führt den Namen „Grafendorf bei Hartberg“ weiter.

## Geografie

### Geografische Lage
Grafendorf bei Hartberg liegt im oststeirischen Hügelland etwa sechs Kilometer nördlich der Bezirkshauptstadt Hartberg nahe der Grenze zum Burgenland. Im Norden der Marktgemeinde entspringt die Hartberger Safen, die sie anschließend der Länge nach durchfließt und zahlreiche kleinere Bäche aufnimmt. Der Ostteil der Gemeinde wird vom Lungitzbach, einem rechten Nebenfluss der Lafnitz, entwässert.

### Gemeindegliederung
Das Gemeindegebiet umfasst folgende elf Ortschaften (in Klammern Einwohnerzahl, Stand 1. Jänner 2024):
- Erdwegen (161) mit Grub, Kleinerdwegen, Piber, Schmiedjokl, Straßleiten und Winzenhof
- Grafendorf bei Hartberg (1179) mit Grafenberg und Grafendorf Bahnhof
- Kleinlungitz (202) mit Steinfeld
- Lechen (142)
- Obersafen (181) mit Obersafenberg
- Pongratzen (175)
- Reibersdorf (74)
- Seibersdorf am Hammerwald (591)
- Stambach (279)
- Untersafen (137) mit Untersafenberg
- Zeilerviertel (136)

Die Gemeinde besteht aus sechs Katastralgemeinden
- Erdwegen (790,44 ha)
- Grafendorf (394,66 ha)
- Gräflerviertl (696,22 ha)
- Obersafen (324,42 ha)
- Seibersdorf (316,71 ha)
- Stambach (2.047,81 ha)

### Eingemeindungen
1959 wurden die selbstständigen Gemeinden Erdwegen, Gräflerviertl, Obersafen und Seibersdorf am Hammerwald mit Grafendorf bei Hartberg vereinigt.

### Nachbargemeinden
| Vorau      | Rohrbach an der Lafnitz                     | Lafnitz                            |
| Pöllauberg | Kompassrose, die auf Nachbargemeinden zeigt | Lafnitz                            |
|            | Greinbach                                   | Sankt Johann in der Haide Hartberg |

## Geschichte
Die Gegend um Grafendorf war bereits in der Jungsteinzeit besiedelt, wie einige Funde belegen. Als die Römer um 15 v. Chr. bis an die Donau vorrückten, wurde das heutige Gemeindegebiet Teil der Provinz Noricum. Einige Funde weisen auf eine Besiedlung hin.
Anschließend besiedelten die Slawen das Gemeindegebiet. Ende des 8. Jahrhunderts gelangte es durch Karl den Großen zum Fränkischen Reich. Bald darauf wurde die Oststeiermark von den Ungarn erobert, sodass die Besiedlung erst nach der Rückeroberung durch Heinrich III. fortgesetzt werden konnte.
Um 1130 wurde der Ort Grafendorf von Ekbert II. von Formbach-Pitten als zweizeilige Grabendorfanlage gegründet.
Im Jahre 1144 wurde Grafendorf erstmals urkundlich erwähnt und als sehr bekannt bezeichnet. 1158 wurde das Kloster Vornbach durch eine Schenkung Grundherr, die Verwaltung wurde von der Propstei Gloggnitz aus vollzogen. Der später zu einem Türkeneinfall umgedichtete Ungarneinfall von 1418 zog auch Grafendorf in Mitleidenschaft. Im Besitz des Klosters Vornbach blieb Grafendorf bis zum Reichsdeputationshauptschluss im Jahre 1803, woraufhin es dem Staat zufiel und 1815 an den Inhaber einer Glasfabrik versteigert wurde.
Von 1831 bis 1838 war das Stift Vorau Grundherr über Grafendorf, ehe es 1849 eine selbständige Gemeinde wurde. 1964 wurde Grafendorf zur Marktgemeinde erhoben.

### Einwohnerentwicklung
| Grafendorf bei Hartberg: Einwohnerzahlen von 1869 bis 2024 | Grafendorf bei Hartberg: Einwohnerzahlen von 1869 bis 2024 | Grafendorf bei Hartberg: Einwohnerzahlen von 1869 bis 2024 | Grafendorf bei Hartberg: Einwohnerzahlen von 1869 bis 2024 | Grafendorf bei Hartberg: Einwohnerzahlen von 1869 bis 2024 |
| ---------------------------------------------------------- | ---------------------------------------------------------- | ---------------------------------------------------------- | ---------------------------------------------------------- | ---------------------------------------------------------- |
| Jahr                                                       |                                                            |                                                            |                                                            | Einwohner                                                  |
| 1869                                                       | 1869                                                       |                                                            | 2.399                                                      | 2.399                                                      |
| 1880                                                       | 1880                                                       |                                                            | 2.574                                                      | 2.574                                                      |
| 1890                                                       | 1890                                                       |                                                            | 2.604                                                      | 2.604                                                      |
| 1900                                                       | 1900                                                       |                                                            | 2.668                                                      | 2.668                                                      |
| 1910                                                       | 1910                                                       |                                                            | 2.682                                                      | 2.682                                                      |
| 1923                                                       | 1923                                                       |                                                            | 2.716                                                      | 2.716                                                      |
| 1934                                                       | 1934                                                       |                                                            | 2.835                                                      | 2.835                                                      |
| 1939                                                       | 1939                                                       |                                                            | 2.626                                                      | 2.626                                                      |
| 1951                                                       | 1951                                                       |                                                            | 2.710                                                      | 2.710                                                      |
| 1961                                                       | 1961                                                       |                                                            | 2.633                                                      | 2.633                                                      |
| 1971                                                       | 1971                                                       |                                                            | 2.883                                                      | 2.883                                                      |
| 1981                                                       | 1981                                                       |                                                            | 3.044                                                      | 3.044                                                      |
| 1991                                                       | 1991                                                       |                                                            | 3.110                                                      | 3.110                                                      |
| 2001                                                       | 2001                                                       |                                                            | 3.207                                                      | 3.207                                                      |
| 2011                                                       | 2011                                                       |                                                            | 3.160                                                      | 3.160                                                      |
| 2021                                                       | 2021                                                       |                                                            | 3.197                                                      | 3.197                                                      |
| 2024                                                       | 2024                                                       |                                                            | 3.257                                                      | 3.257                                                      |
| Quelle(n): Statistik Austria, Gebietsstand 1.1.2021        |                                                            |                                                            |                                                            |                                                            |

## Kultur und Sehenswürdigkeiten
- Schloss Aichberg
- Schloss Kirchberg am Walde[5] wurde um 1130 zunächst als Burg erbaut. Sie war Herrschaftssitz und Ausgangspunkt für die Besiedlung des Gemeindegebietes. Nach der Zerstörung durch die Türken wurde das Schloss 1532 durch die Grafen Trauttmansdorff, die von 1443 bis 1669 Besitzer waren, wieder aufgebaut.[6]

Seit 1923 beherbergt das heutige Schloss eine Landwirtschaftsschule und Bildungszentrum für Land- und Forstwirtschaft in der Oststeiermark.
- Schloss Reitenau
- Katholische Pfarrkirche Grafendorf bei Hartberg hl. Michael
- Katholische Filialkirche Pongrazen hl. Pankratius
- Heimatmuseum Grafendorf: Das Museum zeigt die Entwicklung des Gemeindegebietes von der Jungsteinzeit über die Römerzeit und das Mittelalter bis heute dar.

## Wirtschaft und Infrastruktur
Grafendorf ist Mitglied der Wirtschaftsregion Hartberg.

### Wirtschaftssektoren
Die folgende Tabelle zeigt die Entwicklung der Anzahl der Betriebe und der Beschäftigten in den Wirtschaftssektoren:
| Wirtschaftssektor            | Anzahl Betriebe | Anzahl Betriebe | Anzahl Betriebe | Erwerbstätige | Erwerbstätige | Erwerbstätige |
| Wirtschaftssektor            | 2021            | 2011            | 2001            | 2021          | 2011          | 2001          |
| ---------------------------- | --------------- | --------------- | --------------- | ------------- | ------------- | ------------- |
| Land- und Forstwirtschaft 1) | 124             | -               | -               | 157           | 157           | 201           |
| Produktion                   | 56              | 46              | 25              | 445           | 408           | 339           |
| Dienstleistung               | 183             | 137             | 86              | 790           | 499           | 488           |

1) Betriebe mit Fläche in den Jahren 2010 und 1999, Arbeitsstätten im Jahr 2021

### Verkehr
Grafendorf bei Hartberg liegt an der Wechsel Straße B 54 nach Friedberg und Hartberg. Die Süd Autobahn A 2 nach Graz und Wien ist über die Anschlussstelle Hartberg (115) zu erreichen und etwa neun Kilometer entfernt.
Auf einer Anhöhe außerhalb des Ortes liegt der Bahnhof von Grafendorf. Er bietet Zugang zur Thermenbahn mit der Linienführung Friedberg – Hartberg – Fehring und zweistündlichen Regionalzug-Verbindungen.

## Politik

### Gemeinderat
Der Gemeinderat hat 21 Mitglieder:
| \| Partei \| 2020[14] \| 2020[14] \| 2020[14] \| 2015 \| 2015 \| 2015 \| 20101) \| 20101) \| 20101) \| 2005 \| 2005 \| 2005 \| 2000 \| 2000 \| 2000 \| 1995 \| 1995 \| 1995 \| 1990 \| 1990 \| 1990 \| \| Partei \| Stimmen \| % \| Mandate \| St. \| % \| M. \| St. \| % \| M. \| St. \| % \| M. \| St. \| % \| M. \| St. \| % \| M. \| St. \| % \| M. \| \| ------------------------- \| ---------------- \| ---------------- \| ---------------- \| ---------------- \| ---------------- \| ---------------- \| ---------------- \| ---------------- \| ---------------- \| ---------------- \| ---------------- \| ---------------- \| ---- \| ---- \| ---- \| ---------------- \| ---------------- \| ---------------- \| ---------------- \| ---------------- \| ---------------- \| \| ÖVP \| 1226 \| 71 \| 15 \| 1124 \| 56 \| 12 \| 1327 \| 61 \| 2) \| 988 \| 60 \| 9 \| 951 \| 60 \| 10 \| 904 \| 57 \| 9 \| 998 \| 64 \| 10 \| \| SPÖ \| 253 \| 15 \| 3 \| 0330 \| 17 \| 03 \| 0393 \| 18 \| 2) \| 514 \| 31 \| 5 \| 218 \| 14 \| 02 \| 283 \| 18 \| 2 \| 284 \| 18 \| 03 \| \| FPÖ \| 143 \| 14 \| 3 \| 0543 \| 27 \| 06 \| 0446 \| 21 \| 2) \| 146 \| 09 \| 1 \| 272 \| 17 \| 02 \| 399 \| 25 \| 4 \| 273 \| 18 \| 02 \| \| Erneuerung für Grafendorf \| nicht kandidiert \| nicht kandidiert \| nicht kandidiert \| nicht kandidiert \| nicht kandidiert \| nicht kandidiert \| nicht kandidiert \| nicht kandidiert \| nicht kandidiert \| nicht kandidiert \| nicht kandidiert \| nicht kandidiert \| 151 \| 09 \| 01 \| nicht kandidiert \| nicht kandidiert \| nicht kandidiert \| nicht kandidiert \| nicht kandidiert \| nicht kandidiert \| \| Wahlbeteiligung \| 66 % \| 66 % \| 66 % \| 78 % \| 78 % \| 78 % \| 84 % \| 84 % \| 84 % \| 83 % \| 83 % \| 83 % \| 83 % \| 83 % \| 83 % \| 89 % \| 89 % \| 89 % \| 92 % \| 92 % \| 92 % \| |                  |                  |                  |                  |                  |                  |                  |                  |                  |                  |                  |                  |      |      |      |                  |                  |                  |                  |                  |                  |
| Partei | 2020             | 2020             | 2020             | 2015             | 2015             | 2015             | 20101)           | 20101)           | 20101)           | 2005             | 2005             | 2005             | 2000 | 2000 | 2000 | 1995             | 1995             | 1995             | 1990             | 1990             | 1990             |
| Partei | Stimmen          | %                | Mandate          | St.              | %                | M.               | St.              | %                | M.               | St.              | %                | M.               | St.  | %    | M.   | St.              | %                | M.               | St.              | %                | M.               |
| ÖVP | 1226             | 71               | 15               | 1124             | 56               | 12               | 1327             | 61               | 2)               | 988              | 60               | 9                | 951  | 60   | 10   | 904              | 57               | 9                | 998              | 64               | 10               |
| SPÖ | 253              | 15               | 3                | 0330             | 17               | 03               | 0393             | 18               | 2)               | 514              | 31               | 5                | 218  | 14   | 02   | 283              | 18               | 2                | 284              | 18               | 03               |
| FPÖ | 143              | 14               | 3                | 0543             | 27               | 06               | 0446             | 21               | 2)               | 146              | 09               | 1                | 272  | 17   | 02   | 399              | 25               | 4                | 273              | 18               | 02               |
| Erneuerung für Grafendorf | nicht kandidiert | nicht kandidiert | nicht kandidiert | nicht kandidiert | nicht kandidiert | nicht kandidiert | nicht kandidiert | nicht kandidiert | nicht kandidiert | nicht kandidiert | nicht kandidiert | nicht kandidiert | 151  | 09   | 01   | nicht kandidiert | nicht kandidiert | nicht kandidiert | nicht kandidiert | nicht kandidiert | nicht kandidiert |
| Wahlbeteiligung | 66 %             | 66 %             | 66 %             | 78 %             | 78 %             | 78 %             | 84 %             | 84 %             | 84 %             | 83 %             | 83 %             | 83 %             | 83 % | 83 % | 83 % | 89 %             | 89 %             | 89 %             | 92 %             | 92 %             | 92 %             |

1) Die inzwischen erfolgte Gemeindezusammenlegung wurde im Wahlergebnis nachvollzogen.
2) Die fiktive Vergleichswahl zeigt bei Fusionsgemeinden die summierten Stimmenergebnisse der ursprünglichen Gemeinden. Daher sind Mandatsvergleiche nicht möglich.

### Bürgermeister
- bis 2023 Johann Handler (ÖVP)
- seit 2023 Peter Domweber (ÖVP)

### Wappen
Die Steiermärkische Landesregierung hat der Marktgemeinde Grafendorf bei Hartberg am 1. August 1964 ein eigenes Wappen verliehen. Wegen der Gemeindezusammenlegung verlor das Wappen mit 1. Jänner 2015 seine offizielle Gültigkeit. Die Wiederverleihung erfolgte mit Wirkung vom 1. Jänner 2016.

Die Blasonierung (Wappenbeschreibung) lautet: In silbernem Schild ein roter Greif.

## Persönlichkeiten

### Ehrenbürger der Gemeinde
- 1984: Josef Krainer (1930–2016), Landeshauptmann
- 2003: Waltraud Klasnic (* 1945), Landeshauptmann der Steiermark 1996–2005[16]

### Söhne und Töchter der Gemeinde
- Anton Weidinger (1907–1991), Politiker der ÖVP, Abgeordneter zum Steiermärkischen Landtag 1953–1959, Abgeordneter zum Nationalrat 1959–1970
- Manfred Putz (1969–2015), Handbiker
- Christine A. Maier (* 1969), österreichische Kamerafrau, Professorin der Filmakademie Wien